# Chelonus budapesti
Chelonus budapesti är en stekelart som först beskrevs av Vladimir Ivanovich Tobias 1999.  Chelonus budapesti ingår i släktet Chelonus och familjen bracksteklar. Inga underarter finns listade i Catalogue of Life.